# ARM Cortex-A12
Le Cortex-A12 MPCore est un processeur ARM de la 3e génération des ARM Cortex-A. Il est situé entre les processeurs Cortex-A7 et Cortex-A15 au niveau des performances, tout en gardant l’efficacité énergétique de cette génération.
On peut également le situer au niveau de la puissance de calcul entre le Cortex-A9 et le Cortex-A15.
Il est destiné aux téléphones portables et aux tablettes de moyenne gamme. Il est 40 % plus rapide que le Cortex-A9 à la même vitesse d'horloge, mais consomme la même quantité d'énergie. Il devrait être produit fin 2014 pour apparaître dans les produits en 2015. En février 2014, ARM annonce le Cortex-A17 qui est encore plus efficace au niveau énergétique, est 60 % plus puissant que le Cortex-A9 et dont la fréquence d'horloge pourra être supérieure ou égale à 2 GHz.

## Implémentations
La première implémentation annoncée est le Rockchip 32xx, qui devait sortir début 2014 avec un quadruple cœur, accompagné d'un GPU Mali-T624. Le premier SoC de cette série, nommé RK3288, utilisera finalement un Cortex-A17 et un GPU Mali-T720. Il n'y aura donc aucune implémentation de ce processeur jamais sortie.

## Spécificités
Les spécifications du Cortex-A12 sont les suivantes :
- Large Physical Address Extensions (LPAE), sur 40 bits, permettant de gérer jusqu'à 1TO de mémoire
- Virtualisation matérielle
- unité Thumb-2
- support de sécurité TrustZone
- unité de calcul flottant vectoriel VFPv4
- SIMD NEON
- Superscalaire (Partial dual issue instruction), huit niveaux de pipeline, exécution des instructions out-of-order.

Parmi les unités qui ne sont pas incluse dans le cœur lui-même, mais qui l'accompagne et lui permettent de travailler en cohérence avec d'autres cœurs du même type, on peut noter :
- Un cache cohérent niveau 2 optionnel
- L'unité de déboggage et traçage CoreSight SoC-400
- Le bus AMBA 4 Cache Coherent Interconnect (CCI), il peut être combiné avec la technologie CoreLink pour les échanges haut-débit avec les autres processeurs du SoC.
- Le SCU (Snoop Control Unit), chargé de la cohérence des caches.